# Tetrataxis salicifolia
Tetrataxis salicifolia är en fackelblomsväxtart som först beskrevs av Thou. och Louis René Tulasne, och fick sitt nu gällande namn av John Gilbert Baker. Tetrataxis salicifolia ingår i släktet Tetrataxis och familjen fackelblomsväxter. Inga underarter finns listade i Catalogue of Life.